# Esege Malan
De acuerdo a la mitología mongola y las creencias de los buriatos Esege Malan, es el gran Creador de todos los seres vivos. Es un dios celestial buriato que gobierna sobre el horizonte del poniente. Su hijo es Solobung Yubin, una estrella espiritual de la mañana a la cual se le realizan sacrificios para solicitar brinde al pueblo mongol grandes cosechas y prosperidad.
Como jefe de los espíritus celestiales, Esege Malaan convoca a reuniones de los cuerpos celestiales "en las Pléyades y en la Luna".